# Kalidiatou Niakaté
Kalidiatou Niakaté (* 15. März 1995 in Aubervilliers, Frankreich) ist eine französische Handballspielerin, die dem Kader der französischen Nationalmannschaft angehört.

## Karriere

### Im Verein
Niakaté spielte anfangs Handball in Aubervilliers und anschließend in Châtenay-Malabry. Ab dem Jahr 2011 lief die Rückraumspielerin für Issy Paris Hand auf. Mit Issy Paris Hand gewann sie 2013 den französischen Ligapokal. Weiterhin wurde sie in den Jahren 2014 und 2015 französischer Vizemeister. In der Saison 2012/13 erreichte Issy Paris Hand das Finale des Europapokals der Pokalsieger. Im Wettbewerb wurde sie lediglich in den beiden Viertelfinalpartien gegen die ungarische Mannschaft Váci NKSE eingesetzt. In der darauffolgenden Saison erreichte der Verein das Finale des EHF Challenge Cups, wobei Niakaté lediglich im Auswärtsspiel gegen Istanbul Maltepe Belediyesi GSK eingesetzt wurde.
Niakaté schloss sich im Sommer 2017 dem französischen Erstligisten Nantes Atlantique Handball an. im Februar 2019 ließ sich Niakaté an der Patellasehne operieren, woraufhin sie bis zum Saisonende 2018/19 pausieren musste. Ab der Saison 2019/20 stand die Rechtshänderin beim Ligakonkurrenten Brest Bretagne Handball unter Vertrag. Mit Brest gewann sie 2021 sowohl die französische Meisterschaft als auch den französischen Pokal. In der Saison 2022/23 lief Niakaté für den rumänischen Erstligisten CSM Bukarest auf, mit dem sie sowohl die rumänische Meisterschaft als auch den rumänischen Pokal gewann. Anschließend steht sie beim montenegrinischen Erstligisten ŽRK Budućnost Podgorica unter Vertrag. Mit Budućnost Podgorica gewann sie 2024 sowohl die montenegrinische Meisterschaft als auch den montenegrinischen Pokal. Im Sommer 2024 sollte sie nach Nantes zurückkehren. Da der Verein jedoch Insolvenz anmelden musste, schloss sie sich stattdessen dem dänischen Erstligisten Nykøbing Falster Håndboldklub an.

### In der Nationalmannschaft
Niakaté gab im Oktober 2014 ihr Debüt für die französische Nationalmannschaft. Ihren ersten Erfolg im Nationaltrikot feierte sie bei der Weltmeisterschaft 2017 in Deutschland, bei der sie mit der französischen Auswahl die Goldmedaille gewann. Im Turnierverlauf erzielte sie 12 Treffer. Im darauffolgenden Jahr gewann sie bei der Europameisterschaft wiederum die Goldmedaille. Niakaté nahm lediglich an der Vorrunde der EM teil. Niakaté gewann bei der Europameisterschaft 2020 die Silbermedaille. Im Turnierverlauf erzielte sie insgesamt 15 Treffer. Mit der französischen Auswahl gewann sie die Goldmedaille bei den Olympischen Spielen in Tokio. Niakaté erzielte im Turnierverlauf insgesamt acht Treffer. Im selben Jahr gewann sie bei der Weltmeisterschaft die Silbermedaille.